# Мельно (Лобезький повіт)
Мельно (пол. Mielno, нім. Mellen) — село в Польщі, у гміні Венґожино Лобезького повіту Західнопоморського воєводства.
Населення — 163 особи (2011).
У 1975-1998 роках село належало до Щецинського воєводства.

## Демографія
Демографічна структура станом на 31 березня 2011 року:
|          | Загалом | Допрацездатний вік | Працездатний вік | Постпрацездатний вік |
| -------- | ------- | ------------------ | ---------------- | -------------------- |
| Чоловіки | 87      | 17                 | 57               | 13                   |
| Жінки    | 76      | 11                 | 42               | 23                   |
| Разом    | 163     | 28                 | 99               | 36                   |